# Obabika Lake, Kenora District
Obabika Lake är en sjö i Kanada.   Den ligger i Kenora District och provinsen Ontario, i den sydöstra delen av landet, 1 300 km nordväst om huvudstaden Ottawa. Obabika Lake ligger 376 meter över havet. Den ligger vid sjöarna  Kinloch Lake och Otoonabee Lake.
Trakten runt Obabika Lake är nära nog obefolkad, med mindre än två invånare per kvadratkilometer.